# Ilkka Heikkinen
Ilkka Heikkinen, född 13 november 1984 i Raumo, Finland, är en finländsk ishockeyback som för närvarande spelar för Växjö Lakers.
Heikkinen inledde sin professionella hockeykarriär i Lukko i finländska FM-ligan. Han spelade därefter i HIFK. Inför säsongen 2009/10 skrev han ett ettårskontrakt med New York Rangers, för vilka han spelade sju matcher då han mestadels spelade i klubbens farmarlag Hartford Wolf Pack i AHL. Påföljande säsong återvände han till Europa, då han undertecknade ett ettårskontrakt med ryska KHL- laget HK Sibir Novosibirsk.
Inför säsongen 2011/12 värvades Heikkinen till det svenska elitserielaget Växjö Lakers. Han svarade för sammanlagt 33 poäng (varav 18 mål) på 55 spelade matcher. Han gjorde flest mål av samtliga backar i Elitserien under säsongen.

## Klubbar
- Moderklubb-2007 Lukko,   FM-ligan
- 2002      UJK (lån)
- 2003      TuTo (lån),   Mestis
- 2007-2009 HIFK,   FM-ligan
- 2009-2010 Hartford Wolf Pack,   AHL
- 2009-2010 New York Rangers,  NHL
- 2010-2011 HK Sibir Novosibirsk,   KHL
- 2011-2012 Växjö Lakers,   Elitserien
- 2012-2014 HC Lugano,   NLA
- 2014-2015 Salavat Julajev Ufa,   KHL
- 2015-     Växjö Lakers,   SHL